# Cantone di Saint-Pierre-d'Albigny
Il Cantone di Saint-Pierre-d'Albigny è una divisione amministrativa degli arrondissement di Chambéry e di San Giovanni di Moriana.
A seguito della riforma complessiva dei cantoni del 2014 è passato da 5 a 26 comuni.

## Composizione
Prima della riforma del 2014 comprendeva i comuni di:
- Cruet
- Fréterive
- Saint-Jean-de-la-Porte
- Saint-Pierre-d'Albigny
- La Thuile

Dal 2015 comprende i comuni di:
- Aiguebelle
- Aiton
- Argentine
- Betton-Bettonet
- Bonvillaret
- Bourgneuf
- Chamousset
- Chamoux-sur-Gelon
- Champ-Laurent
- Châteauneuf
- Coise-Saint-Jean-Pied-Gauthier
- Cruet
- Épierre
- Fréterive
- Hauteville
- Montendry
- Montgilbert
- Montsapey
- Randens
- Saint-Alban-d'Hurtières
- Saint-Georges-d'Hurtières
- Saint-Jean-de-la-Porte
- Saint-Léger
- Saint-Pierre-d'Albigny
- Saint-Pierre-de-Belleville
- Villard-Léger